# نووو (نرم‌افزار)

در وسط: پشته FOSS، متشکل از درایور DRM و KMS, libDRM و Mesa 3D. سمت راست: درایورهای اختصاصی: هسته BLOB و اجزای فضای کاربر.

نووو (به انگلیسی: nouveau) (‎/nuːˈvoʊ/‎) یک درایور دستگاه گرافیکی آزاد و منبع‌باز برای کارت‌های گرافیکی Nvidia و خانواده SoC‌های Tegra است که توسط مهندسان نرم‌افزار مستقل و با کمک جزئی کارمندان شرکت انویدیا نوشته شده‌است.
هدف این پروژه ایجاد یک درایور متن‌باز با استفاده از مهندسی معکوس کردن درایورهای لینوکس اختصاصی انویدیا است. این پروژه توسط بنیاد X.Org مدیریت می‌شود که توسط freedesktop.org میزبانی می‌شود و به عنوان بخشی از Mesa 3D توزیع می‌شود. این پروژه در ابتدا بر اساس درایور دو بعدی رایگان و منبع باز «nv» بود که متیو گرت توسعه‌دهنده Red Hat و دیگران ادعا می‌کنند که مبهم بوده‌است. nouveau تحت پروانه MIT فعالیت می‌کند.
نام پروژه از کلمه فرانسوی nouveau به معنای جدید گرفته شده‌است. این واژه توسط نویسنده اصلی، استفان مارکزین، پس از آن پیشنهاد شد که سیستم تصحیح خودکار فرانسوی زبان کلاینت IRC وی کلمه " nouveau " را به عنوان تصحیح حروف "nv" ارائه کرد.